# Sibnica (gmina Žabari)
Sibnica (cyr. Сибница) – wieś w Serbii, w okręgu braniczewskim, w gminie Žabari. W 2011 roku liczyła 377 mieszkańców.